# Circuit de Silverstone
Pour les articles homonymes, voir Silverstone.
Le circuit de Silverstone est un circuit automobile situé à Silverstone, Angleterre. Une moitié du circuit se trouve dans le Northamptonshire, l'autre moitié dans le Buckinghamshire. Il se trouve entre les villes de Milton Keynes, Northampton et Oxford. Le circuit de Silverstone a été le théâtre de la première course de Formule 1 comptant pour le championnat du monde, le 13 mai 1950, puis a accueilli en alternance avec d'autres circuits le  Grand Prix automobile de Grande-Bretagne de Formule 1, jusqu'en 1987 où il est devenu l'hôte permanent de cette épreuve.

## Historique
Le circuit de Silverstone est situé sur une ancienne base aérienne de la Royal Air Force. Mise en service à partir de 1943 pour les besoins de la Seconde Guerre mondiale, la RAF Silverstone a perdu de son utilité à l'issue des hostilités. Le Royal Automobile Club a alors obtenu des autorités militaires l'autorisation de s'en servir pour organiser des courses automobiles, le Royaume-Uni étant à cette période particulièrement pauvre en infrastructures susceptibles d'accueillir de tels événements.
En 1948, Silverstone accueille sa première course, le Grand Prix de Grande-Bretagne de Formule 1 (remporté par l'Italien Luigi Villoresi sur Maserati). Aménagé à la va-vite sur les pistes de l'aérodrome ainsi que sur les routes bordant la base, le tracé présente un important problème de sécurité dans la mesure où les concurrents sont amenées à se croiser sur la piste, divisée en deux par des bottes de paille. Aussi, à partir de 1949, il est décidé d'abandonner les pistes d'aviation pour se concentrer sur la portion extérieure du circuit.
Le tracé de Silverstone ainsi remanié accueille le GP de Grande-Bretagne en 1949 (victoire du Suisse Emmanuel de Graffenried), puis en 1950, en tant que manche inaugurale du tout nouveau championnat du monde de Formule 1.
À partir de 1955, Silverstone perd l'exclusivité de l'accueil du Grand Prix de Grande-Bretagne, qu'il doit partager avec le tracé d'Aintree près de Liverpool jusqu'en 1962, puis avec celui de Brands Hatch jusqu'en 1986. Depuis le fiasco du Grand Prix de Grande-Bretagne 1986 à Brands Hatch (grave accident de Jacques Laffite, et mise en cause de la vétusté du circuit), Silverstone redevient le siège exclusif du Grand Prix de Grande Bretagne. Très apprécié des pilotes et du public pour ses enchaînements rapides et sélectifs (le tracé est l'un des rares qui ont gagné en caractère en étant modernisé), Silverstone a néanmoins régulièrement attiré le mécontentement des autorités de la Formule 1 en raison de la vétusté de ses infrastructures.
Le contrat liant le circuit (propriété du British Racing Drivers Club) au championnat du monde de F1 a été renouvelé le 7 décembre 2009 pour sept ans après que les responsables du circuit de Donington Park, circuit pressenti pour accueillir l'édition 2010, eurent renoncé.

## Évolutions du tracé

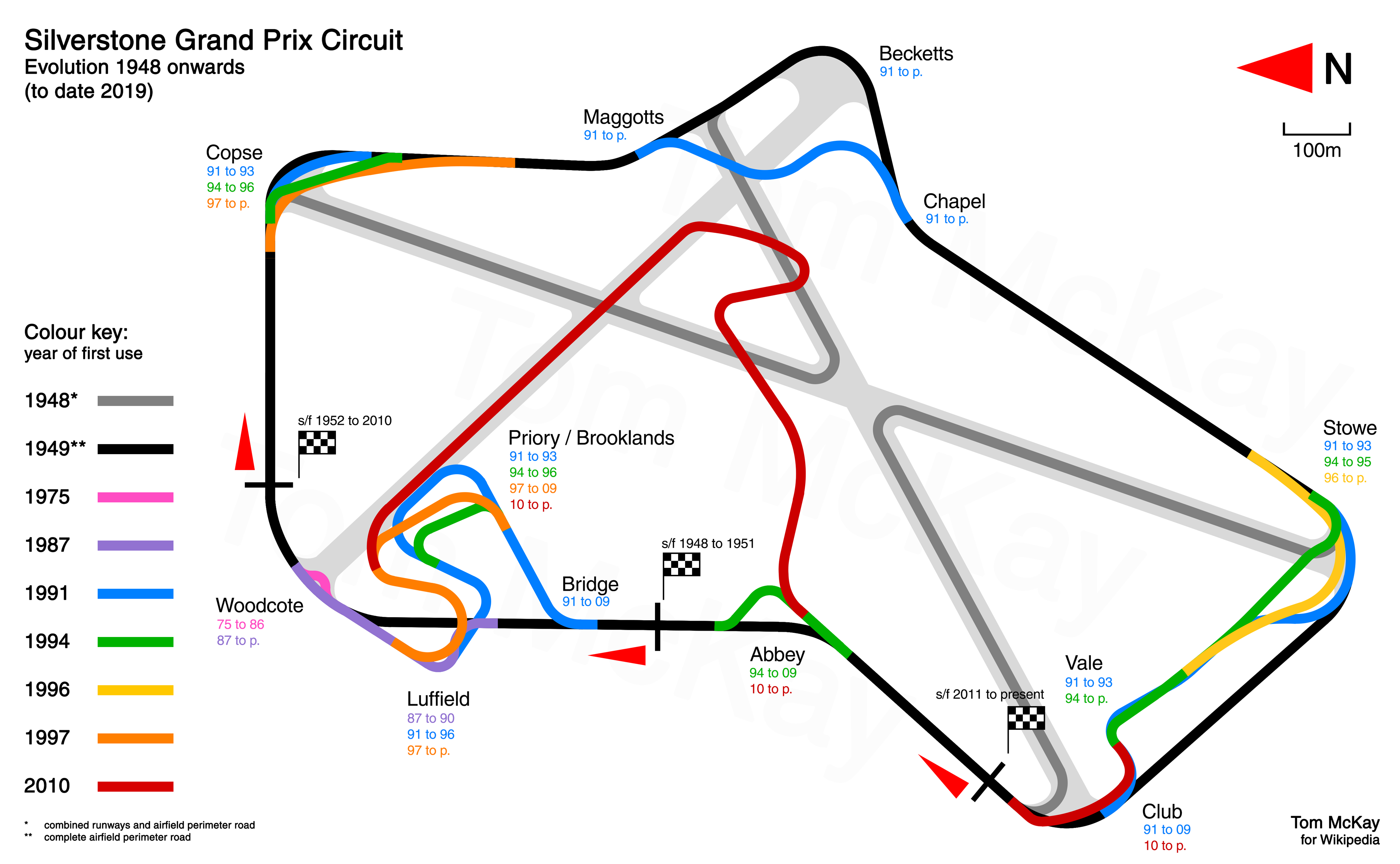
Synthèse des modifications du tracé jusqu'en 2010.

Le circuit de 1948, empruntant les pistes d'envol, mesurait 5,907 km. Il fut complètement remanié l'année suivante. De 1949 à 1974, le tracé de Silverstone n'a quasiment pas évolué, exception faite de l'emplacement de la ligne des stands, déplacée après le virage de Woodcote.
Le premier changement d'importance a eu lieu en 1975, avec la transformation du virage rapide de Woodcote en une chicane. La raison de ce changement est à chercher dans les premiers tours du GP de Grande-Bretagne 1973, où le débutant Jody Scheckter, en perdant le contrôle de sa McLaren dans Woodcote, avait provoqué l'un des plus importants carambolages de l'histoire de la Formule 1. Cette modification n'a pas altéré le caractère du circuit, considéré comme un circuit de très haute vitesse, le plus rapide du calendrier du championnat du monde de F1 avec Monza. En 1985, à l'apogée des moteurs turbo, le pilote finlandais Keke Rosberg y signera d'ailleurs sur sa Williams-Honda une pole position à la vitesse moyenne de 258,984 km/h. Il faudra attendre la saison 2002 pour que Juan Pablo Montoya batte ce record de vitesse (à Monza).
En 1987, l'adjonction d'une nouvelle chicane est venue ralentir la vitesse moyenne, mais ce sont surtout les profondes modifications de 1991 qui ont modifié la physionomie du circuit. Traditionnellement, lorsque le tracé d'un circuit est modifié en profondeur, cela se fait au détriment du spectacle, mais tel n'a pas été le cas pour Silverstone, qui a certes perdu son caractère de tracé « haute vitesse », mais est devenu plus varié et plus intéressant en ce qui concerne le pilotage. Le nouvel enchaînement rapide Maggots-Becketts-Chapel est d'ailleurs considéré comme l'un des passages les plus sélectifs du championnat.
Une nouvelle portion entre les virages Abbey et Brooklands est créée pour l'arrivée des Moto GP en 2010 et a été homologuée par la FIA. Le développement passe de 5,141 km à 5,900 km et les virages Bridge et Priory sont abandonnés tandis que Abbey et Brooklands sont reconfigurés. L'épreuve de Formule 1 se déroulera en 52 tours, pour une distance totale de 306,8 km. En 2011, la ligne de départ entre les virages Club et Abbey est décalée vers Abbey.
|  |  |  |  |
|  |  |  |  |
|  |  |  |  |
|  |  |  |  |

## Autres configurations actuelles
En 2010, le circuit Grand Prix est modifié sur certains virages, puis en 2011, la ligne des stands est déplacée au sud du tracé, entre les virages de Club et Abbey à la suite de la construction du nouveau bâtiment des stands appelé Silverstone Wing. Le circuit possède donc deux lignes des stands : la nouvelle et l'ancienne, qui est conservée pour accueillir les courses de supports des GP.

### Circuit National
Le circuit national (Silverstone National circuit) est le tracé le plus court du circuit de Silverstone. Il comprend une partie du tracé Grand Prix plus un raccourci entre les virages de Maggots et Wellington.
Cette variante accueille le Championnat britannique des voitures de tourisme. Ce tracé court correspond parfaitement au courses du BTCC, à savoir des courses rapides ou les voitures repassent très souvent devant les tribunes.
Le tracé national accueille également des rendez-vous et des rassemblements automobiles en tout genre, comme le Walter Hayes Trophy (compétitions de véhicules historiques).

### Circuit international
Le circuit international (International circuit) ou Circuit sud (Southern circuit) est situé dans la partie sud du tracé. Il comprend une partie du tracé Grand Prix plus un raccourci entre les virages Arena et Chapel.
Il a déjà accueilli plusieurs courses de Formule 3 Britannique avant les dernières modifications en 2010.

### Circuit de Stowe
Le Circuit de Stowe (Stowe Circuit) est un tracé à part, il n'est pas relié au circuit GP. Il est situé au centre, à l’intérieur du circuit sud sur des pistes de l'aérodrome de Silverstone. Il accueille des écoles de pilotages.

## Palmarès des Grand Prix de Formule 1

### Par année
Les événements qui ne faisaient pas partie du championnat du monde de Formule 1 sont indiqués en rose.
| Année            | Vainqueur               | Voiture             | Résultats |
| ---------------- | ----------------------- | ------------------- | --------- |
| 1948             | Luigi Villoresi         | Maserati            | Résumé    |
| 1949             | Emmanuel de Graffenried | Maserati            | Résumé    |
| 1950             | Giuseppe Farina         | Alfa Romeo          | Résumé    |
| 1951             | José Froilán González   | Ferrari             | Résumé    |
| 1952             | Alberto Ascari          | Ferrari             | Résumé    |
| 1953             | Alberto Ascari          | Ferrari             | Résumé    |
| 1954             | José Froilán González   | Ferrari             | Résumé    |
| 1956             | Juan Manuel Fangio      | Ferrari             | Résumé    |
| 1958             | Peter Collins           | Ferrari             | Résumé    |
| 1960             | Jack Brabham            | Cooper-Climax       | Résumé    |
| 1963             | Jim Clark               | Lotus-Climax        | Résumé    |
| 1965             | Jim Clark               | Lotus-Climax        | Résumé    |
| 1967             | Jim Clark               | Lotus-Ford          | Résumé    |
| 1969             | Jackie Stewart          | Matra-Ford          | Résumé    |
| 1971             | Jackie Stewart          | Tyrrell-Ford        | Résumé    |
| 1973             | Peter Revson            | McLaren-Ford        | Résumé    |
| 1975             | Emerson Fittipaldi      | McLaren-Ford        | Résumé    |
| 1977             | James Hunt              | McLaren-Ford        | Résumé    |
| 1979             | Clay Regazzoni          | Williams-Ford       | Résumé    |
| 1981             | John Watson             | McLaren-Ford        | Résumé    |
| 1983             | Alain Prost             | Renault             | Résumé    |
| 1985             | Alain Prost             | McLaren-TAG         | Résumé    |
| 1987             | Nigel Mansell           | Williams-Honda      | Résumé    |
| 1988             | Ayrton Senna            | McLaren-Honda       | Résumé    |
| 1989             | Alain Prost             | McLaren-Honda       | Résumé    |
| 1990             | Alain Prost             | Ferrari             | Résumé    |
| 1991             | Nigel Mansell           | Williams-Renault    | Résumé    |
| 1992             | Nigel Mansell           | Williams-Renault    | Résumé    |
| 1993             | Alain Prost             | Williams-Renault    | Résumé    |
| 1994             | Damon Hill              | Williams-Renault    | Résumé    |
| 1995             | Johnny Herbert          | Benetton-Renault    | Résumé    |
| 1996             | Jacques Villeneuve      | Williams-Renault    | Résumé    |
| 1997             | Jacques Villeneuve      | Williams-Renault    | Résumé    |
| 1998             | Michael Schumacher      | Ferrari             | Résumé    |
| 1999             | David Coulthard         | McLaren-Mercedes    | Résumé    |
| 2000             | David Coulthard         | McLaren-Mercedes    | Résumé    |
| 2001             | Mika Häkkinen           | McLaren-Mercedes    | Résumé    |
| 2002             | Michael Schumacher      | Ferrari             | Résumé    |
| 2003             | Rubens Barrichello      | Ferrari             | Résumé    |
| 2004             | Michael Schumacher      | Ferrari             | Résumé    |
| 2005             | Juan Pablo Montoya      | McLaren-Mercedes    | Résumé    |
| 2006             | Fernando Alonso         | Renault             | Résumé    |
| 2007             | Kimi Räikkönen          | Ferrari             | Résumé    |
| 2008             | Lewis Hamilton          | McLaren-Mercedes    | Résumé    |
| 2009             | Sebastian Vettel        | Red Bull-Renault    | Résumé    |
| 2010             | Mark Webber             | Red Bull-Renault    | Résumé    |
| 2011             | Fernando Alonso         | Ferrari             | Résumé    |
| 2012             | Mark Webber             | Red Bull-Renault    | Résumé    |
| 2013             | Nico Rosberg            | Mercedes            | Résumé    |
| 2014             | Lewis Hamilton          | Mercedes            | Résumé    |
| 2015             | Lewis Hamilton          | Mercedes            | Résumé    |
| 2016             | Lewis Hamilton          | Mercedes            | Résumé    |
| 2017             | Lewis Hamilton          | Mercedes            | Résumé    |
| 2018             | Sebastian Vettel        | Ferrari             | Résumé    |
| 2019             | Lewis Hamilton          | Mercedes            | Résumé    |
| 2020             | Lewis Hamilton          | Mercedes            | Résumé    |
| 70e anniversaire | Max Verstappen          | Red Bull-Honda      | Résumé    |
| 2021             | Lewis Hamilton          | Mercedes            | Résumé    |
| 2022             | Carlos Sainz Jr.        | Ferrari             | Résumé    |
| 2023             | Max Verstappen          | Red Bull-Honda RBPT | Résumé    |
| 2024             | Lewis Hamilton          | Mercedes            | Résumé    |
| 2025             | Lando Norris            | McLaren-Mercedes    | Résumé    |

### Classement des pilotes par nombre de victoires
| 9                                                                 | Lewis Hamilton          | - 2008 - 2014 - 2015 - 2016 - 2017 - 2019 - 2020 - 2021 - 2024 |
| 5                                                                 | Alain Prost             | - 1983 - 1985 - 1989 - 1990 - 1993                             |
| 3                                                                 | Jim Clark               | - 1963 - 1965 - 1967                                           |
| 3                                                                 | Nigel Mansell           | - 1987 - 1991 - 1992                                           |
| 3                                                                 | Michael Schumacher      | - 1998 - 2002 - 2004                                           |
| 2                                                                 | José Froilán González   | - 1951 - 1954                                                  |
| 2                                                                 | Alberto Ascari          | - 1952 - 1953                                                  |
| 2                                                                 | Jackie Stewart          | - 1969 - 1971                                                  |
| 2                                                                 | Jacques Villeneuve      | - 1996 - 1997                                                  |
| 2                                                                 | David Coulthard         | - 1999 - 2000                                                  |
| 2                                                                 | Fernando Alonso         | - 2006 - 2011                                                  |
| 2                                                                 | Mark Webber             | - 2010 - 2012                                                  |
| 2                                                                 | Sebastian Vettel        | - 2009 - 2018                                                  |
| 2                                                                 | Max Verstappen          | - 70e Anniversaire - 2023                                      |
| 1                                                                 | Luigi Villoresi         | 1948                                                           |
| 1                                                                 | Emmanuel de Graffenried | 1949                                                           |
| 1                                                                 | Giuseppe Farina         | 1950                                                           |
| 1                                                                 | Juan Manuel Fangio      | 1956                                                           |
| 1                                                                 | Tony Brooks             | 1957                                                           |
| 1                                                                 | Peter Collins           | 1958                                                           |
| 1                                                                 | Jack Brabham            | 1960                                                           |
| 1                                                                 | Peter Revson            | 1973                                                           |
| 1                                                                 | Emerson Fittipaldi      | 1975                                                           |
| 1                                                                 | James Hunt              | 1977                                                           |
| 1                                                                 | Clay Regazzoni          | 1979                                                           |
| 1                                                                 | John Watson             | 1981                                                           |
| 1                                                                 | Ayrton Senna            | 1988                                                           |
| 1                                                                 | Damon Hill              | 1994                                                           |
| 1                                                                 | Johnny Herbert          | 1995                                                           |
| 1                                                                 | Mika Häkkinen           | 2001                                                           |
| 1                                                                 | Rubens Barrichello      | 2003                                                           |
| 1                                                                 | Juan Pablo Montoya      | 2005                                                           |
| 1                                                                 | Kimi Räikkönen          | 2007                                                           |
| 1                                                                 | Nico Rosberg            | 2013                                                           |
| 1                                                                 | Carlos Sainz Jr.        | 2022                                                           |
| 1                                                                 | Lando Norris            | 2025                                                           |
| Mis à jour après le Grand Prix automobile de Grande-Bretagne 2025 |                         |                                                                |

| Pos. | Nation      | Victoires |
| ---- | ----------- | --------- |
| 1er  | Royaume-Uni | 26        |
| 2e   | Allemagne   | 6         |
| 3e   | France      | 5         |
| 4e   | Italie      | 4         |
| 5e   | Australie   | 3         |
| 5e   | Argentine   | 3         |
| 5e   | Brésil      | 3         |
| 5e   | Espagne     | 3         |
| 9e   | Suisse      | 2         |
| 9e   | Canada      | 2         |
| 9e   | Finlande    | 2         |
| 9e   | Pays-Bas    | 2         |
| 12e  | États-Unis  | 1         |
| 12e  | Colombie    | 1         |

### Classement des constructeurs par nombre de victoires
| Nombre de victoires | Écurie   | Années                                                                                   |
| ------------------- | -------- | ---------------------------------------------------------------------------------------- |
| 15                  | Ferrari  | 1951, 1952, 1953, 1954, 1956, 1958, 1990, 1998, 2002, 2003, 2004, 2007, 2011, 2018, 2022 |
| 13                  | McLaren  | 1973, 1975, 1977, 1981, 1985, 1988, 1989, 1999, 2000, 2001, 2005, 2008, 2025             |
| 9                   | Mercedes | 2013, 2014, 2015, 2016, 2017, 2019, 2020, 2021,2024                                      |
| 8                   | Williams | 1979, 1987, 1991, 1992, 1993, 1994, 1996, 1997                                           |
| 5                   | Red Bull | 2009, 2010, 2012, 70e anniversaire, 2023                                                 |
| 3                   | Lotus    | 1963, 1965, 1967                                                                         |
| 2                   | Maserati | 1948, 1949                                                                               |
| 2                   | Renault  | 1983, 2006                                                                               |

| Pos. | Nation      | Victoires |
| ---- | ----------- | --------- |
| 1er  | Royaume-Uni | 27        |
| 2e   | Italie      | 17        |
| 3e   | Allemagne   | 8         |
| 4e   | Autriche    | 5         |
| 5e   | France      | 3         |

## Jeux vidéo
Le circuit est disponible dans les jeux vidéo suivants :
(Classement par ordre alphabétique)
- 3D Grand Prix
- Aguri Suzuki F-1 Super Driving
- Al Unser Jr.'s Turbo Racing
- Assetto Corsa
- Auto Club Revolution
- Championship Run
- F-1 Grand Prix Part II
- F1 2000
- F1 2001
- F1 2002
- F1 2003
- F1 2004
- F1 2009
- F1 2010
- F1 2011
- F1 2012
- F1 2013
- F1 2014
- F1 2015
- F1 2016
- F1 2017
- F1 2018
- F1 2019
- F1 2020
- F1 2021
- F1 22
- F1 23
- F1 24
- F1 25
- F1 Challenge 99-02
- F1 Championship Season 2000
- F1 Manager 2001
- F1 Manager Professionnal
- F1 Online: The Game
- F1 Racing Championship
- Ferrari Challenge: Trofeo Pirelli
- Formula One 97
- Formula One 98
- Formula One Championship Edition
- Formula 1
- Formula 1 Grand Prix
- Formula 1 Simulator
- Forza Motorsport
- Forza Motorsport 2
- Forza Motorsport 3
- Forza Motorsport 4
- Forza Motorsport 5
- Forza Motorsport 6
- Geoff Crammond's Formula 1 Grand Prix
- Gran Turismo 6
- Grand Prix 2
- Grand Prix 500 2
- Grand Prix Circuit
- Grand Prix Legends
- Grid (2019)
- GRID Autosport
- Hot Wheels: Williams F1 Team Racing
- ING Renault F1 Team
- iRacing
- Mario Andretti's Racing Challenge
- Monaco Grand Prix: Racing Simulation 2
- Need for Speed: Shift
- No Second Prize
- Project CARS
- Project CARS 2
- RaceRoom Racing Experience
- Real Racing 3
- RFactor 2
- Road & Track Presents: Grand Prix Unlimited
- RVF Honda
- Shift 2: Unleashed
- Simraceway
- Test Drive: Ferrari Racing Legends
- TOCA 2 Touring Cars
- TOCA Race Driver
- TOCA Race Driver 3
- TOCA Touring Car Championship
- TOCA World Touring Cars
- Total Immersion Racing
- Toruing Car Challenge
- Touring Car Racer
- World of Speed

## Liste des accidents mortels
| Nom                          | Date              | Qualité               | Championnat                                        | Compétition/Monture                                                                                    |
| ---------------------------- | ----------------- | --------------------- | -------------------------------------------------- | --- |
| Mark Lund                    | 26 septembre 1956 | Pilote                | Essais privés                                      | Aston Martin DB3S                                                                                      |
| Willy Atwood                 | 14 septembre 1957 | Pilote                |                                                    | 9th Annual International Daily Express Trophy Meeting - Sports Cars Race                               |
| Harry Schell                 | 13 mai 1960       | Pilote                | Course hors-championnat de Formule 1               | BRDC International Trophy (Cooper T51)                                                                 |
| Geoffrey Denevers J. A. Hunt | 21 juillet 1962   | Commissaires de piste |                                                    | |
| Blake Osborne                | 6 avril 1963      | Pilote                |                                                    | Hutchinson 100                                                                                         |
| Mark Fielden                 | 5 juillet 1963    | Pilote                | British Sportscar Championship                     | Martini International Trophy (Lotus 11)                                                                |
| John Dunn                    | 6 juillet 1963    | Pilote                | ARC / Express & Star Championship                  | Aston Martin Owners Club Trophy 1963, Martini Trophy, BARC / Express & Star Championship (Brabham BT6) |
| H. A. E. Cree                | 20 juillet 1963   | Officiel              | British Sportscar Championship                     | Course support du Grand Prix automobile de Grande-Bretagne                                             |
| Bob Anderson                 | 14 août 1967      | Pilote                | Essais privés                                      | Brabham BT11                                                                                           |
| Chris Williams               | 26 mars 1969      | Pilote                | Essais privés                                      | Merlyn Mk12                                                                                            |
| Martin Brain                 | 25 mai 1970       | Pilote                | Clubman Race Series                                | Nottingham Sports Car Club Meeting (Cooper T86B)                                                       |
| Graham Coaker                | Septembre 1971    | Pilote                | Essais privés                                      | March 712M                                                                                             |
| Kim Newcombe                 | 14 août 1973      | Pilote                | Prix Fédération Internationale de Motocyclisme 750 | |
| Philip Dowell                | 23 février 1974   | Pilote                | Essais privés                                      | March 722                                                                                              |
| Phil Scragg                  | 16 novembre 1974  | Pilote                |                                                    | (Jaguar Type E)                                                                                        |
| Janito Campos                | 19 septembre 1978 | Pilote                | Championnat de Grande-Bretagne de Formule 3        | (Argo JM1)                                                                                             |
| Malcolm White                | 10 août 1980      | Copilote de sidecar   | Championnat du monde de sidecar                    | Grand Prix sidecar de Grande-Bretagne                                                                  |
| Patrick Pons                 | 12 août 1980      | Pilote                | Championnat du monde de vitesse moto - 500 cm3     | Grand Prix moto de Grande-Bretagne                                                                     |
| Wayne Mills                  | 26 septembre 1981 | Pilote                | Auto Cycle Union 125 Clubmans Championship         | |
| Norman Brown Peter Huber     | 31 juillet 1983   | Pilotes               | Championnat du monde de vitesse moto - 500 cm3     | Grand Prix moto de Grande-Bretagne (Suzuki RGB)                                                        |
| Ron Riley                    | 5 juin 1986       | Pilote                | Formule Ford                                       | Calypso Trophy Formula Ford (Merlyn Mk11)                                                              |
| Dick Parsons                 | 7 juin 1986       | Pilote                | Championnat de Grande-Bretagne de Formule 3        | (Reynard 853)                                                                                          |